# Johan Wilhelm Rangell

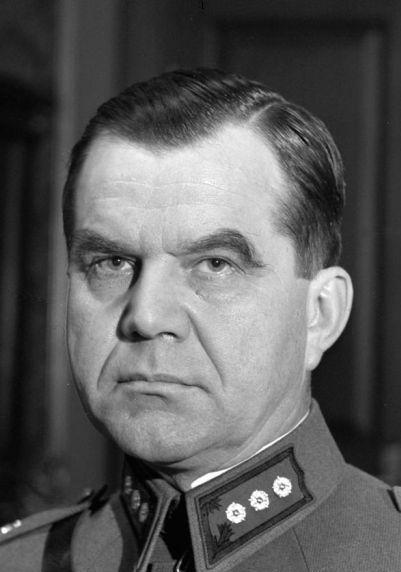
Jukka Rangell, 1941

Johan „Jukka“ Wilhelm Rangell (* 25. Oktober 1894 in Hauho; † 12. März 1982 in Helsinki) war ein finnischer Sportfunktionär, Politiker und Ministerpräsident.

## Studium und berufliche Laufbahn
Rangell absolvierte ein Studium der Wirtschaftswissenschaften sowie der Rechtswissenschaften. Anschließend war er als Rechtsanwalt und später als Gouverneur (1943 bis 1944) und Mitglied des Aufsichtsrates der Bank von Finnland tätig.

## Internationaler Sportfunktionär
Rangell war darüber hinaus 1912 und 1913 Landesmeister im Dreisprung. Er war 1938 bis 1967 Mitglied des Internationalen Olympischen Komitees (IOC). In dieser Funktion war er auch Präsident des Organisationskomitees für die Olympischen Sommerspiele 1940 in Helsinki, die allerdings wegen des Zweiten Weltkrieges abgesagt wurden. 1934 bis 1941 sowie 1951 bis 1953 war er zudem Vorsitzender des Finnischen Sportbundes. Für seine Verdienste um den finnischen Sport erhielt er die Trophäe des Sportverbandes.
1961 bis 1963 war er auch Vorsitzender des Nationalen Olympischen Komitees. Von 1967 bis zu seinem Tod war er schließlich Ehrenmitglied des IOC.

## Ministerpräsident 1941 bis 1943

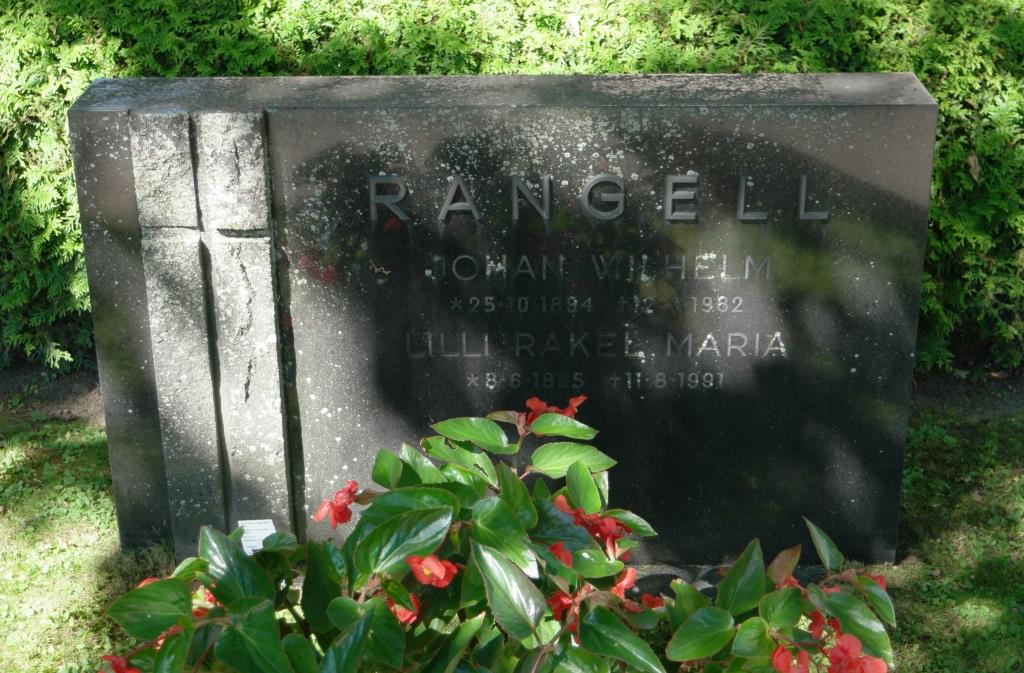
Grab von Johan Wilhelm Rangell auf dem Friedhof Hietaniemi in Helsinki

Rangell war Mitglied der Nationalen Fortschrittspartei (KEP). Am 3. Januar 1941 wurde er Ministerpräsident einer Koalitionsregierung, die aus Ministern der KEP, Nationaler Sammlungspartei (KOK), Landbund (ML), Sozialdemokratischer Partei (SDP), Schwedischer Volkspartei (SFP) bis hin zur rechtsextremistischen Vaterländischen Volksbewegung (IKL) bestand und bis zum 5. März 1943 im Amt war.
Als der Reichsführer SS Heinrich Himmler bei einem Aufenthalt in Finnland im Sommer 1942 die Auslieferung der finnischen Juden forderte, wies Rangell diese zurück mit dem Hinweis auf deren finnische Staatsbürgerschaft und die bestehende Wehrpflicht.
Während seiner Amtszeit begann am 22. Juni 1941 auch der Fortsetzungskrieg zwischen Finnland und der Sowjetunion, für den er sich als Verantwortlicher zusammen mit seinem Nachfolger als Ministerpräsident Edwin Linkomies und sechs weiteren Politikern in einem Prozess vom November 1945 bis zum 21. Februar 1946 auf Drängen der sowjetischen Führung unter Josef Stalin verantworten musste. Rangell wurde nach Staatspräsident Risto Ryti mit sechs Jahren Haftstrafe zur zweithöchsten Strafe verurteilt. 1949 wurde er aber begnadigt, kehrte jedoch nicht mehr in die Politik zurück. Rangell betätigte sich jedoch weiterhin als Sportfunktionär.

## Biographische Quellen und Hintergrundinformationen
- Biographische Notizen auf der Homepage der Finnischen Regierung (Archivlink)
- Ministerliste des Kabinetts 1941–1943 (Archivlink)
- Finnische Geschichte in Briefmarken: Zweiter Weltkrieg (1939–1945)
- For Peace. Artikel im TIME-Magazine vom 19. Januar 1942
- Klaus Reichel: An Hitlers Seite. Wie Finnland 1941 zum Bundesgenossen Deutschlands wurde – und etliche seiner führenden Politiker sich dafür 1946 vor einem Kriegsverbrechertribunal verantworten mussten. Artikel in „DIE ZEIT“ vom 2. März 2006
- Finland and Olympism. (PDF; 406 kB) Artikel in der Olympic Review, Nr. 103–104 vom Mai/Juni 1976
- Nachruf in der Revue Olympique Nr. 174 vom April 1982 (PDF; 28 kB)